# Ofensiva sobre Abyan em 2012
A ofensiva sobre Abyan em 2012 foi uma ofensiva do exército iemenita contra as forças militantes islâmicas, possivelmente incluindo elementos da Al-Qaeda na Península Arábica (AQAP), na província de Abyan, com o objetivo de recapturar as cidades de Zinjibar e Jaʿār, controladas por militantes.
Em 12 de maio, os militares começaram a ofensiva em uma tentativa de recapturar todas as áreas de Abyan fora de seu controle. Ao longo de um mês de combates, 567 pessoas foram mortas, incluindo 429 combatentes islâmicos, 78 soldados, 26 combatentes tribais e 34 civis. Em 12 de junho, o exército iemenita conseguiu retomar Zinjibar e Jaar, expulsando os militantes após intensos confrontos em ambas as cidades. A cidade de Shuqrah caiu no dia 15 de junho e os militantes recuaram em direção à província vizinha de Shabwah.

## Avanços iniciais
Nos dias 19 e 20 de maio, 19 soldados e 33 militantes foram mortos em combates em Jaar.
Na noite de 23 de maio, militantes realizaram um contra-ataque na região de Wadi Bani, a oeste de Jaar, durante o qual entre 33 a 35 militantes além de nove soldados foram mortos. Um oficial militar afirmou que, embora o exército estivesse fazendo progresso em seu avanço sobre Jaar "estava enfrentando resistência" dos militantes. No início do dia, os militares conseguiram avançar para os bairros do nordeste de Zinjibar. Embora conseguissem capturar vários edifícios nos arredores, estavam sendo assediados por franco-atiradores.
Em 26 de maio, os militares continuaram com sua ofensiva em Zinjibar, recapturando importantes posições nos distritos de Maraqid e Mashqasa, nos arredores da cidade. Os militares afirmaram que 62 militantes foram mortos durante o dia, embora sofressem baixas de quatro mortos e quatro feridos; 20 dos rebeldes foram mortos em combate e cerca de 30 foram mortos quando foram bombardeados por aviões de guerra enquanto tentavam fugir da área em caminhonetes. A maioria dos militantes mortos eram supostamente somalis. As tropas também encontraram cadáveres de 25 militantes, mortos em confrontos anteriores. Ao mesmo tempo, em Jaar, uma bomba na beira da estrada destruiu um veículo militar na periferia da cidade matando oito soldados. Sete militantes seriam mortos em combates ocorridos ali.
Em 31 de maio, combates foram registrados nos arredores do norte e oeste de Jaar, onde tropas, apoiadas por combatentes tribais locais, atacaram posições militantes. Um ataque aéreo também atingiu um centro de comunicações da AQAP na cidade de Shaqra, a leste de Jaar.

## Combates intensificam-se
No combate de 2 de junho, três foguetes de militantes islamitas atingiu a sede da 25.ª Brigada Mecanizada, matando um soldado e ferindo outros seis.
Em 3 de junho, depois de garantir a periferia de Zinjibar, os militares avançaram para a parte central da cidade, onde intensos combates se seguiram com os islamitas. Ao mesmo tempo, os militares iemenitas lutavam contra combatentes islâmicos na extremidade ocidental de Jaar.
No dia 4 de junho, os militares estavam aproximam-se da cidade de Shaqra, controlada pelos militantes, a 50 quilômetros ao longo da costa leste de Zinjibar. As forças islamitas na cidade estariam se preparando para uma batalha.
Em 11 de junho, aviões de guerra bombardearam áreas ao norte e a oeste de Jaar e o exército iemenita ataca uma fábrica de munições no topo de uma colina. Depois de horas de combates, o exército capturou a fábrica. Uma batalha também foi relatada na cidade vizinha, Shaqra.

## Recaptura de Zinjibar, Jaar e Shuqrah
Em 12 de junho, o exército iemenita conseguiu retomar Zinjibar e Jaar, expulsando os militantes após intensos confrontos em ambas as cidades. Pelo menos 28 baixas foram registradas, sendo todas, exceto duas delas, insurgentes. Os moradores locais relataram que veículos transportando de homens armados, armas e mobílias indo para o leste em direção a Shuqrah. Os islamitas supostamente distribuíram panfletos em Jaar desculpando-se aos moradores por arrastarem a cidade para um conflito com o exército e pelos danos causados pelos combates. O governador da província de Abyan, Jamal al-Aqel, estimou que cerca de 200 a 300 militantes, incluindo líderes superiores e combatentes estrangeiros, fugiram para o leste e estavam sendo perseguidos pelas forças do governo. O exército reabriu a estrada principal entre Jaar e Aden e os veículos conseguiram viajar para o porto pela primeira vez em mais de um ano. O Ministério da Defesa informou que a Marinha do Iêmen afundou dez barcos nos quais os militantes planejavam fugir de Shuqrah.
Após dois dias de pesadas batalhas, o exército informou ter recuperado o controle de Shuqrah em 15 de junho. Pelo menos 57 militantes foram mortos, com a maioria dos demais fugindo para a província de Shabwah e para a cidade de Azzan, um dos últimos redutos urbanos dos islamitas. Na província adjacente também ocorreram intensos combates, com relatos indicando que pelo menos 23 insurgentes morreram em 14 de junho durante confrontos em instalações de gás perto de Belhaf. As forças do governo não anunciaram seus próprios números de baixas, assim como o número de civis.
Em 17 de junho, a AQAP retirou-se pacificamente de Azzan após a mediação de líderes tribais locais. No entanto, no dia seguinte, o general do exército que liderou o ataque contra os militantes, o general Salem Ali Qatan, foi morto na cidade portuária de Aden por um homem-bomba; dois soldados foram mortos no ataque e doze pessoas sofreram ferimentos.

## Consequências
Nas semanas após a recaptura dos principais centros populacionais, não houve incidentes relatados. O primeiro grande ataque ocorreu em 1 de agosto, quando um grupo de cerca de vinte militantes atacou um posto policial no antigo reduto insurgente de Jahar, matando quatro oficiais e ferindo outro. Três dias depois, um homem-bomba matou pelo menos 45 pessoas e feriu mais de 40 pessoas durante um funeral em Jaar. As autoridades militares e moradores afirmaram que o homem-bomba atacou membros da tribo que se aliaram ao exército iemenita durante a ofensiva contra os combatentes islâmicos em junho. Abyan permaneceria tranquila durante as semanas seguintes, apesar dos grandes atentados em outras regiões do Iêmen pela AQAP, tal como o ataque contra o edifício central de inteligência em Aden em 18 de agosto, bem como contra o comboio do ministro da Defesa iemenita, general Mohammed Nasser Ahmed, no centro da capital Saná. A última explosão ocorreu um dia depois que o governo anunciou a morte do número dois da AQAP Said al-Shihri em um ataque de drones estadunidenses. Em 16 de outubro, um homem-bomba matou seis membros da milícia local em um posto de controle fora da cidade de Mudya,  Abyan. Em 19 de outubro, militantes detonaram um carro-bomba em uma base do exército, provocando um intenso tiroteio com as forças de segurança. Dezesseis soldados e oito militantes foram mortos durante o ataque, enquanto pelo menos 29 soldados ficaram feridos. Um atentado suicida em um posto miliciano em Zinjibar matou pelo menos três pessoas em 16 de novembro.
No início de dezembro, a Anistia Internacional divulgou um relatório sobre os combates, acusando os dois lados do conflito de abusos "horríveis" de direitos, e solicitou uma investigação imparcial do governo sobre os eventos. Segundo o relatório, militantes islâmicos estabeleceram seus próprios tribunais e realizaram "assassinatos sumários públicos, crucificação, amputação e açoitamento". A Ansar al-Sharia também "usou áreas residenciais como base de operações, particularmente em Jaar, expondo civis a danos". A organização londrina também acusou tropas do governo iemenita de usar ataques aéreos, artilharia e morteiros para bombardear indiscriminadamente áreas civis, resultando em dezenas de vítimas, incluindo muitas crianças.
Em 31 de janeiro de 2013, irromperam confrontos entre unidades do exército iemenita e supostos militantes em al-Maraksha, Abyan. Em 2 de fevereiro, as forças do governo conseguiram expulsar os insurgentes da cidade, matando doze deles. Pelo menos cinco soldados iemenitas e membros da milícia local também foram mortos durante os combates. De acordo com fontes locais, os militantes deslocaram-se para o leste de Anwar, a cerca de 80 km da capital regional, Zinjibar.

### Queda e recaptura (2015-2016)
Os combatentes da Al-Qaeda atacaram Jaar e Zinjibar no início de dezembro de 2015 e recapturaram as cidades, posteriormente declarando-as "Emirados", fornecendo serviços civis e estabelecendo um tribunal da sharia. No verão de 2016, as forças do governo iemenita apoiadas por aviões e canhoneiras da Coalizão Árabe se mobilizaram para retomar as cidades e, apesar de terem sofrido "repetidos ataques suicidas", expulsariam a AQAP de Zinjibar em 14 de agosto de 2016.